# Muscle semi-tendineux

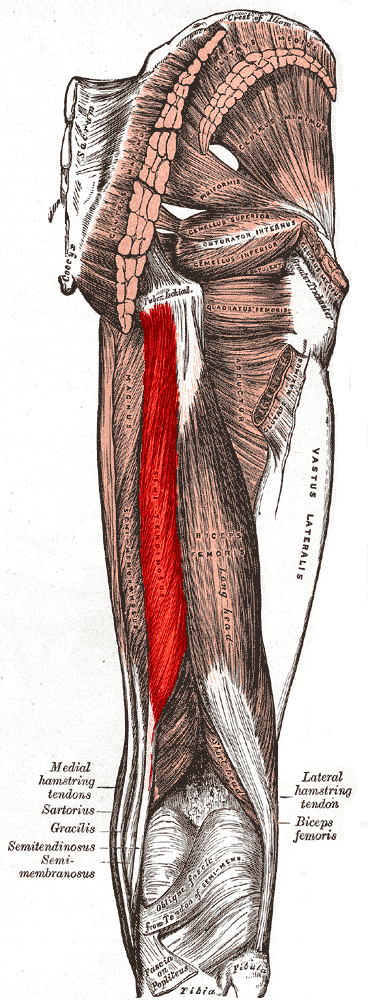
Le muscle semi-tendineux.
Vue postérieure de la cuisse.

Le  muscle semi-tendineux (ou muscle demi-tendineux) est un muscle du membre inférieur situé dans la cuisse.
Il fait partie des muscles ischio-jambiers et est contenu dans la loge fémorale postérieure.

## Description
Le muscle semi-tendineux est un long muscle fusiforme superficiel situé à l'arrière de la cuisse.
Il relie l'os coxal au tibia. Il est bi-articulaire : articulation coxale et articulation du genou.
Son nom provient de la longueur importante de son tendon d'insertion.

## Origine
Le muscle semi-tendineux se fixe avec le tendon du chef long du muscle biceps fémoral sur la face postérieure de la tubérosité ischiatique.

## Trajet
Le muscle semi-tendineux descend sur la face postérieure de la cuisse en dedans du muscle biceps fémoral et en arrière du muscle semi-membraneux. Il devient tendineux dans son tiers inférieur et passe en arrière du condyle médial du fémur et passe sur le ligament collatéral médial de l'articulation du genou, dont il est séparé par une bourse synoviale.

## Terminaison
Le muscle semi-tendineux s'insère sur la face antéro-interne de la partie supérieure du tibia, en dessous du muscle gracile et en arrière du muscle sartorius et contribuant à la patte d'oie

## Innervation
Le muscle semi-tendineux est innervé par le nerf tibial, branche du nerf ischiatique.

## Vascularisation
Le muscle semi-tendineux est vascularisé par les artères perforantes et l'artère glutéale inférieure.

## Anatomie fonctionnelle
Le muscle semi-tendineux est :
- fléchisseur de genou,
- rotateur médial du genou,
- extenseur de la hanche,
- rétroverseur de bassin.

Le muscle quadriceps fémoral est antagoniste du muscle semi-tendineux.

## Galerie

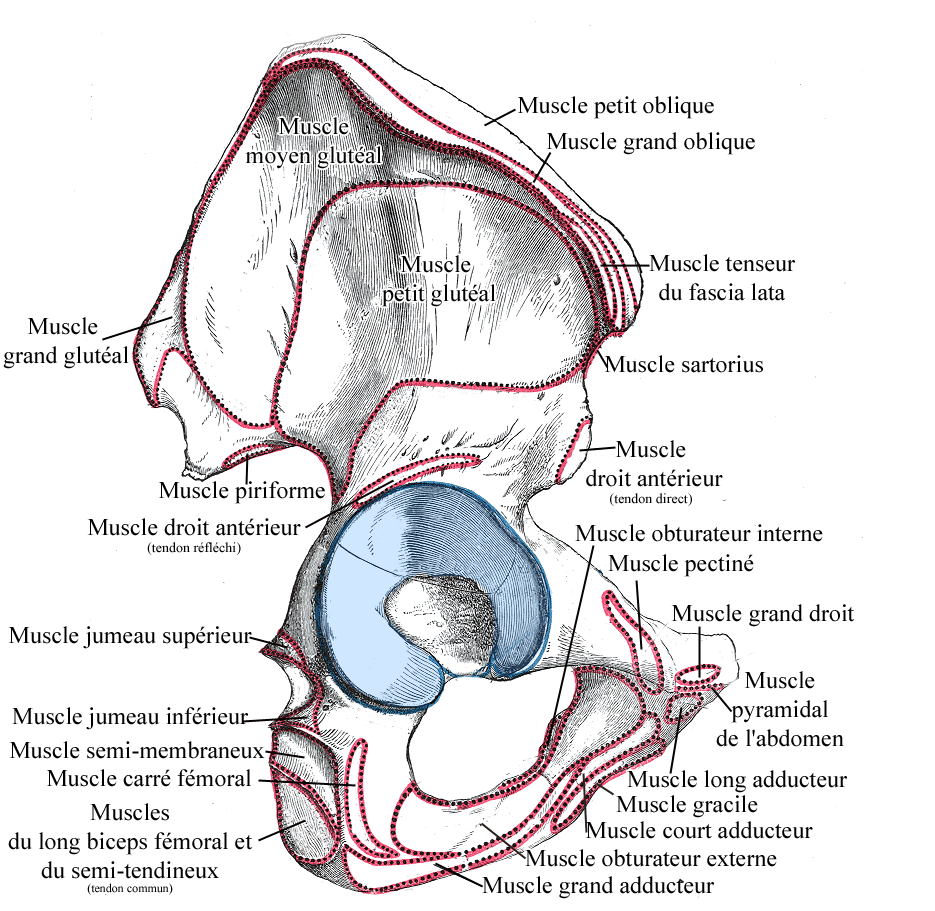
Os coxal droit. Vue externe. Insertions musculaires.
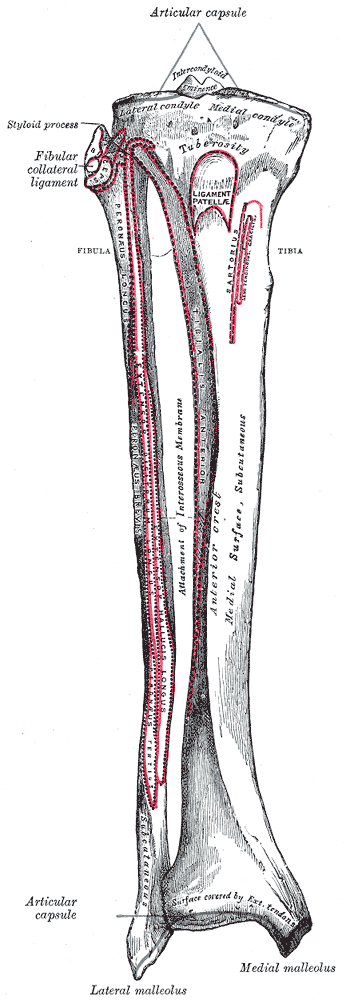
Face antérieure des os de la jambe.
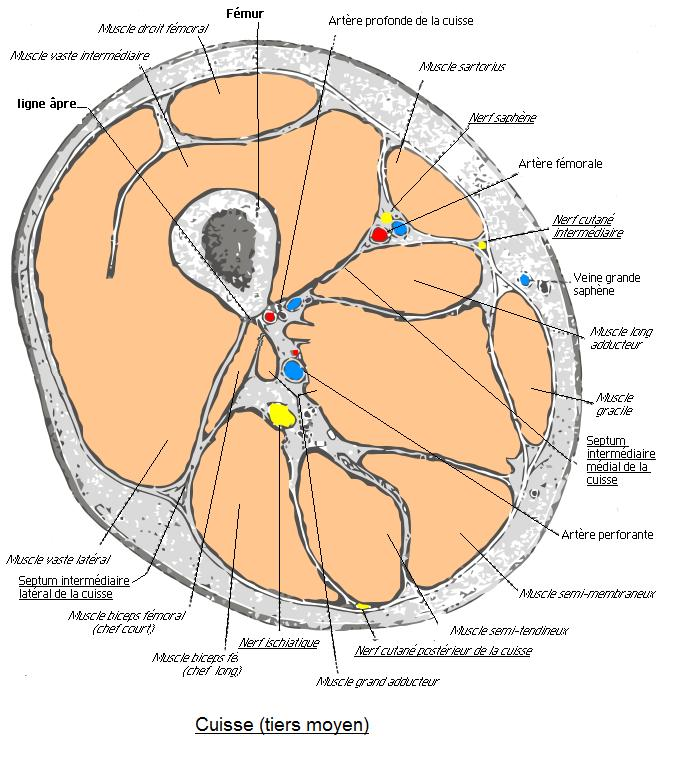
Coupe transversale de la cuisse (tiers moyen).
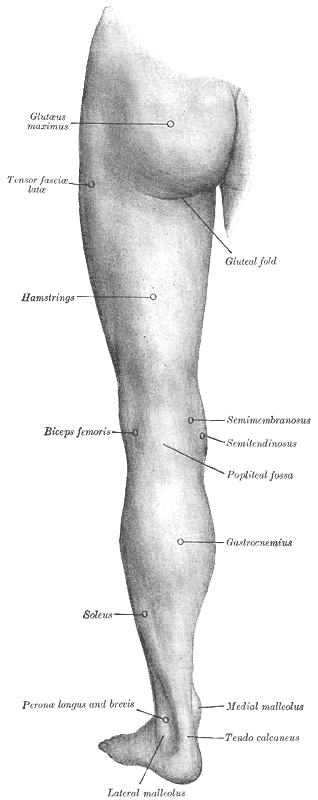
Vue postérieure du membre inférieur.